# Шакей
Шаке́й (каз. Шакей) — село у складі Єрейментауського району Акмолинської області Казахстану. Входить до складу Куншалганського сільського округу.
Населення — 146 осіб (2021; 278 у 2009, 381 у 1999, 393 у 1989).
Національний склад станом на 1989 рік:
- казахи — 100 %.

У радянські часи село називалось також Жанатурмис.